# 켄징턴

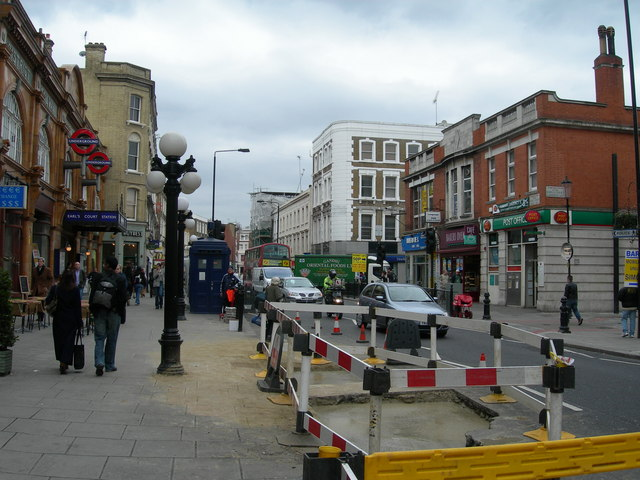
켄싱턴

켄싱턴(Kensington)은 런던의 한 지구이다.

## 같이 보기
- 사우스켄싱턴